# Prohierodula brunnea
Prohierodula brunnea es una especie de mantis de la familia Mantidae.

## Distribución geográfica
Se encuentra en el Congo.